# La Lisera
La Lisera é uma das praias da cidade de Arica, Chile. É a praia mais bonita e popular de Arica, as ondas são fracas, é uma piscina natural com dimensões ideais. Tem belíssimos jardins em torno de sua orla.
Todos os finais de semanas a praia é muito movimentada, não aconselhada nesses dias para quem esta em busca de um local mais tranqüilo e com pouca aglomeração.
Como já dito antes as ondas são fracas durante todo o ano, propiciando a pesca de rocha e mergulho de pesca. Tem uma grande quantidade de peixes chamados "Lisas", que da o nome a praia.